# Айдония
Айдония, още Стихази или Стизахи (на гръцки: Αηδόνια; до 1927 година: Στηχάζι, Стихази, катаревуса: Στηχάζιον, Стихазион или Στηζάχι, Стизахи), е село в Република Гърция, в дем Гревена, област Западна Македония.

## География
Селото е разположено на 760 m надморска височина, на около 20 km северозападно от град Гревена. На север граничи с населишкото село Родохори (Радовища).

## История

### В Османската империя
Според някои сведения селището е създадено през втората половина на XVIII век по времето на Али паша Янински от преселници епирци от Тухол, Палеокримини и Сули.
В края на XIX век Стихази е гръцко християнско село в северния край на Гребенската каза на Османската империя. Според статистиката на Васил Кънчов в 1900 година в Стихази (Стизяхи) живеят 445 гърци християни.
На Етнографската карта на Битолския вилает на Картографския институт в София от 1901 година Стихази е чисто гръцко село в Гревенската каза на Серфидженския санджак с 55 къщи.
Според статистика на Серфидженския санджак на гръцкото консулство в Еласона от 1904 година в Стизяхи (Στηζιάχι), Гревенска каза, живеят 300 гърци елинофони християни.
Църквата „Свети Атанасий“ в селото е от 1904 година.

### В Гърция
През Балканската война в 1912 година в селото влизат гръцки части и след Междусъюзническата в 1913 година Стихази остава в Гърция.
През 1927 година името на селото е сменено на Айдония.
Населението произвежда жито, тютюн и други земеделски култури, като частично се занимава и със скотовъдство.
| Име   | Име    | Ново име | Ново име | Описание                                           |
| ----- | ------ | -------- | -------- | -------------------------------------------------- |
| Селио | Σελιώ  | Бруфас   | Μπρούφας |                                                    |
| Барес | Μπάρες | Леканес  | Λεκάνες  | местност С от Айдония, по десния бряг на Праморица |

| Година    | 1913 | 1920 | 1928 | 1940 | 1951 | 1961 | 1971 | 1981 | 1991 | 2001 | 2011 | 2021 |
| --------- | ---- | ---- | ---- | ---- | ---- | ---- | ---- | ---- | ---- | ---- | ---- | ---- |
| Население | 508  | 350  | 390  | 387  | 266  | 248  | 127  | 122  | 154  | 136  | 53   | 46   |

## Личности
Родени в Айдония
- Илияс Гюлекас, гръцки андартски деец[12]
- Константинос Каропулос (Κωνσταντίνος Καρόπουλος), гръцки андартски деец, водач на чети[12]
- Максим Цаусис (1914 – 1986), гръцки духовник